# Virgin Interactive
Virgin Interactive — британська компанія, видавець та розробник відеоігор.
Компанія була заснована в 1981 році як Virgin Games Ltd. та істотно розширилася після купівлі торгової марки Mastertronic у 1987 році, яка стала частиною Virgin Group. У 1994 році компанію перейменували в Virgin Interactive.
Virgin Interactive видавала ігри для IBM PC, а також інших систем, таких як Amiga, ZX Spectrum, Amstrad CPC, C64, Sega Master System, Sega Mega Drive, Sega Game Gear, Super Nintendo Entertainment System та Sony Playstation. І хоча компанія значно більше займалася публікацією чужих розробок, ніж власним виробництвом ігор, все ж її деякі власні ігри стали справжніми шедеврами (Cool Spot, Aladdin, The Lion King, Jungle Book та ін.)
У травні 2002 іспанське відділення компанії (Virgin Interactive España) було придбано Тімом Чейні і стало частиною Titus Software. Компанія була перейменована в Avalon Interactive.

## Видані та розроблені ігри
- Falcon Patrol (1983)
- Falcon Patrol II (1984)
- Sorcery (1984)
- The Biz (1984)
- Strangeloop (1985)
- Doriath (1985)
- Gates of Dawn (1985)
- Hunter Patrol (1985)
- Now Games compilation series (1985–1988)
- Dan Dare: Pilot of the Future (1986)
- Shogun (1986)
- Action Force (1987)
- Action Force II (1988)
- Clue: Master Detective (1989)
- Double Dragon II (комп'ютерна версія для ЄС) (1989)
- Risk: The World Conquest Game, The Computer Edition of (1989)
- Silkworm (1989)
- Golden Axe (комп'ютерна версія для ЄС) (1990)
- Conflict: Middle East Political Simulator (1990)
- Supremacy: Your Will Be Done (Overlord) (1990)
- Spot: The Video Game (1990)
- Wonderland (1990)
- Chuck Rock (1991)
- Robin Hood: Prince of Thieves (1991)
- Corporation (1991)
- Jimmy White's Whirlwind Snooker (1991)
- Realms (1991)
- Alien 3 (версія для Amiga, США) (1992)
- Prince of Persia (версія для NES, США) (1992)
- Dune (1992)
- Dune II (1992)
- Archer McLean's Pool (1992)
- European Club Soccer (1992)
- Floor 13 (1992)
- Global Gladiators (1992)
- The Terminator (1992)
- M.C. Kids (1992)
- Monopoly Deluxe (1992)
- Jeep Jamboree: Off Road Adventure (1992)
- Cannon Fodder (1993)
- Chuck Rock II: Son of Chuck (1993)
- Superman: The Man of Steel (для Європи) (1993)
- Dino Dini's Goal (1993)
- Dragon: The Bruce Lee Story (1993)
- Lands of Lore: The Throne of Chaos (1993)
- Reach for the Skies (1993)
- The 7th Guest (1993)
- Cool Spot (1993)
- Chi Chi's Pro Challenge Golf (1993)
- Super Slam Dunk (1993)
- Super Caesars Palace (1993)
- Super Slap Shot (1993)
- Disney's Aladdin (1993)
- RoboCop Versus The Terminator (1993/1994)
- The Terminator (Sega CD версія) (1993)
- Cannon Fodder 2 (1994)
- Doom II: Hell on Earth (тільки для Європи) (1994)
- Earthworm Jim (тільки для Європи) (1994)
- Jammit (тільки для США) (1994)
- Super Dany (тільки для Європи) (1994)
- Super Bomberman 2 (тільки для Європи) (1994)
- Beneath a Steel Sky (1994)
- Walt Disney's The Jungle Book (1994)
- Dynamaite: The Las Vegas (1994)
- The Lion King (1994)
- Demolition Man (1994)
- Battle Jockey (1994)
- The 11th Hour (1995)
- Creature Shock (1995)
- Earthworm Jim 2 (тільки для Європи) (1995)
- Super Bomberman 3 (тільки для Європи) (1995)
- Spot Goes To Hollywood (1995)
- Cyberia 2: Resurrection (1995)
- The Daedalus Encounter (1995)
- F1 Challenge (1995)
- Flight Unlimited (1995)
- Hyper 3-D Pinball (1995)
- SuperKarts (1995)
- Zone Raiders (1995)
- Sensible Golf (1995)
- Lost Eden (1995)
- Kyle Petty's No Fear Racing (1995)
- Command & Conquer (1995)
- Gurume Sentai Barayarō (1995)
- World Masters Golf (1995)
- Rendering Ranger: R2 (1995)
- Agile Warrior F-111X (1995)
- Lone Soldier (тільки для Японії) (1996)
- The Mask (тільки для Японії) (1996)
- Resident Evil (Європейська версія) (1996)
- Ghen War (Європа та Японія) (1996)
- NHL Powerplay '96 (1996)
- Street Fighter Alpha 2 (тільки для Європи) (1996)
- Time Commando (тільки для Японії) (1996)
- Broken Sword: The Shadow of the Templars (1996)
- Command & Conquer: Red Alert (1996)
- Disney's Pinocchio (1996)
- Queensrÿche's Promised Land (1996)
- Toonstruck (1996)
- Slamscape (Європейська PS1 версія) (1996)
- Super Puzzle Fighter II Turbo (PS1 та Saturn версії, тільки для Європи) (1996)
- Golden Nugget (1997)
- Grand Slam (1997)
- Subspace (1997)
- Agent Armstrong (1997)
- Black Dawn (1997)
- Blam! Machinehead (тільки для Японії) (1997)
- CrimeWave (тільки для Японії) (1997)
- Marvel Super Heroes (тільки для Європи) (1997)
- NanoTek Warrior (1997)
- Lands of Lore: Guardians of Destiny (1997)
- Broken Sword II: The Smoking Mirror (1997)
- Mega Man X3 (PS1 та Saturn версії, тільки для Європи) (1997)
- NHL Powerplay '98 (1997)
- Sabre Ace: Conflict Over Korea (1997)
- Ignition (1997)
- Viva Football (1998)
- Bloody Roar: Hyper Beast Duel (тільки для Європи) (1998)
- Bomberman GB (тільки для Європи) (1998)
- Magic & Mayhem (тільки для Європи) (1998)
- Pocket Fighter (European PS1 version) (1998)
- R-Types (тільки для Європи) (1998)
- Rival Schools: United by Fate (тільки для Європи) (1998)
- Resident Evil 2 (тільки для Європи) (1998)
- Street Fighter Collection 2 (тільки для Європи) (1999)
- Bloody Roar 2 (лише права на європейську публікацію) (1999)
- Bomberman (лише права на європейську публікацію) (1999)
- Bomberman Quest (лише права на європейську публікацію) (1999)
- Capcom Generations (тільки для Європи) (1999)
- Kagero: Deception II (лише права на європейську публікацію) (1999)
- Dino Crisis (лише права на європейську публікацію) (1999)
- Holy Magic Century (лише права на європейську публікацію) (1999)
- Street Fighter EX2 Plus (лише права на європейську публікацію) (1999)
- Marvel Super Heroes vs. Street Fighter (лише права на європейську публікацію) (1999)
- Street Fighter Alpha: Warriors' Dreams (лише права на європейську публікацію) (1999)
- Marvel vs. Capcom: Clash of Super Heroes (лише права на європейську публікацію) (2000)
- Tech Romancer (лише права на європейську публікацію) (2000)
- Operation WinBack (лише права на європейську публікацію) (2000)
- Marvel vs. Capcom 2: New Age of Heroes (лише права на європейську публікацію) (2000)
- Bomberman Fantasy Race (лише права на європейську публікацію) (2000)
- Plasma Sword: Nightmare of Bilstein (лише права на європейську публікацію) (2000)
- Street Fighter III: Double Impact (лише права на європейську публікацію) (2000)
- Street Fighter Alpha 3 (лише права на європейську публікацію) (2000)
- Dino Crisis 2 (лише права на європейську публікацію) (2000)
- Gunlok (тільки для Європи) (2000)
- Super Runabout: The Golden State (лише права на європейську публікацію) (2000)
- Strider 2 (лише права на європейську публікацію) (2000)
- Giga Wing (лише права на європейську публікацію) (2000)
- Capcom vs. SNK (лише права на європейську публікацію) (2000)
- Resident Evil 3: Nemesis (версія Dreamcast у Європі) (2000)
- Trick'N Snowboarder (лише права на європейську публікацію) (2000)
- Jimmy White's 2: Cueball (2000)
- Pocket Racing (лише права на європейську публікацію) (2000)
- Mr. Driller (Dreamcast and GBC versions, тільки для Європи) (2000)
- JoJo's Bizarre Adventure (лише права на європейську публікацію) (2000)
- Street Fighter III: 3rd Strike (лише права на європейську публікацію) (2000)
- Evolva (лише права на європейську публікацію) (2000)
- Project Justice (лише права на європейську публікацію) (2000)
- Heist (titled as Raub in Germany) (2001)
- Gunbird 2 (лише права на європейську публікацію) (2001)
- European Super League (тільки для Європи) (2001)
- 3D Pocket Pool (тільки для Європи) (2001)
- Project Justice: Rival Schools 2 (лише права на європейську публікацію) (2001)
- Bloody Roar III (лише права на європейську публікацію) (2001)
- Original War (2001)
- Screamer 4x4 (2001)
- Codename: Outbreak (2001)
- Lotus Challenge (PS2 версія для Європи) (2001)
- Magic & Mayhem: The Art of Magic (лише права на європейську публікацію) (2001)
- Jimmy White's Cueball World (ексклюзив для Європи) (2001)
- Resident Evil Gaiden (лише права на європейську публікацію) (2001)
- Nightstone (2001)
- Guilty Gear X (лише права на європейську публікацію) (2002)